# Schwarzflügelpapagei
Der Schwarzflügelpapagei (Hapalopsittaca melanotis) oder auch Braunohrpapagei ist eine Vogelart aus der Familie der Eigentlichen Papageien (Psittacidae). Die Art hat ein großes Verbreitungsgebiet, das die südamerikanischen Länder Bolivien und Peru umfasst. Der Bestand wird von der IUCN als nicht gefährdet (Least Concern) eingeschätzt.

## Merkmale
Schwarzflügelpapageien erreichen Körperlängen von etwa 22,5 bis 24 Zentimetern. Sie haben einen kurzen und abgestuften Schwanz mit lilablauen Schwanzspitzen sowie einen grauen Schnabel. Der vordere Oberkopf sowie der überwiegende Teil des Gefieders sind grün. Die Zügel und der Nacken sind blaugrau gefärbt. Die Ohrdecken sind schwarz. Die schwarzen Flügeldecken werden an den Handschwingen durch lilablaue und an den Unterflügeldecken durch bläulichgrüne Federn ersetzt.
Jungvögel weisen an den großen und mittleren Armschwingen breite grüne Säume auf.

## Verbreitung und Lebensraum

Verbreitungsgebiet des Schwarzflügelpapageis (grün)

Der natürliche Lebensraum von Schwarzflügelpapageien sind feuchte Wälder mit Fruchtbäumen. Ihr Lebensraumspektrum reicht von mächtigen Baumwäldern bis zu morastigen Zwergwäldern. Gelegentlich sieht man sie bis an die Grenzen der Kulturlandschaft.

## Sozialverhalten
Oft sind Schwarzflügelpapageien in ziemlich großen Gruppen unterwegs, hin und wieder trifft man sie auch nur als Pärchen. Sie ernähren sich vorzugsweise von Beeren, die sie im Bereich der Baumkronen finden.
Im Flug kann man ihre starken Flügelschläge wahrnehmen. Hier unterscheiden sie sich deutlich von anderen Andenpapageien wie den Keilschwanzsittiche (Aratinga), den Rotsteißpapageien (Pionus) oder den Amazonenpapageien (Amazona).

## Unterarten
Es sind zwei Unterarten beschrieben worden, die sich in ihrer Färbung und ihrem Verbreitungsgebiet unterscheiden:
- Hapalopsittaca melanotis melanotis Lafresnaye, 1847 Die Nominatform lebt in den bolivianischen Yungas der Departamentos Cochabamba und La Paz in Höhen zwischen 1700 und 2500 Meter.[3]
- Hapalopsittaca melanotis peruviana Carriker, 1932  hat gelbbraune goldene Ohrdecken. Die Kopfseiten und der obere Bereich der Kehle sind gelblich grün. Der untere Bereich der Kehle wird durch ein blaues Band abgegrenzt.[4] Die Unterart kommt in Höhen zwischen 1950 und 3100 Meter in der Cordillera de Carpish im Departamento de Huánuco, in der Region Pasco und im Distrikt Uranmarca in der Region Apurímac vor.[3]

## Etymologie und Forschungsgeschichte
Frédéric de Lafresnaye beschrieb den Schwarzflügelpapgei unter dem Namen Pionus melanotis. Das Typusexemplar hatte er vom Muséum national d’histoire naturelle, welches dieses wiederum von Alcide Dessalines d’Orbigny aus Bolivien erhalten hatte. Erst später wurde er der Gattung Hapalopsittaca zugeschlagen.
Das Wort »Hapalopsittaca« der Gattung setzt sich aus den griechischen Worten »hapalos« für »fein, zart« und »psittacos« für »Papagei« zusammen. Das griechische Wort »melanotis« steht für »schwarz«. Schließlich bezieht sich das »peruviana« auf Peru, das Land, in dem diese Unterart vorkommt.